# Danair
Danair er et tidligere flyselskab, som var en sammenslutning af SAS, Maersk Air og Cimber Air, der varetog al indenrigsflyvning i Danmark i årene 1971-1995 med fælles tidstabel og billetpriser. Der blev fløjet på SASs koncession. 
SAS befløj ruterne fra Kastrup til Aalborg, Aarhus og Karup. 
Maersk Air befløj ruterne fra Kastrup til Billund, Rønne, Esbjerg, Vojens og Odense.
Cimber Air befløj ruten til Sønderborg. 
EU liberaliserede luftfarten i 1995, hvorefter Danair blev opløst.